# Liste der Äbtissinnen von Essen
Die Äbtissinnen des Stifts Essen regierten das Frauenstift Essen vom Ende des 9. Jahrhunderts bis zu seiner Aufhebung im Jahre 1802. Das Stift wurde um 845 von einer Adelsgruppe um den späteren Hildesheimer Bischof Altfrid gegründet. Als Leiterinnen eines reichen Frauenstifts, das im 10. Jahrhundert eine einem Hauskloster der seinerzeit regierenden Liudolfinger vergleichbare Stellung hatte, waren sie ab etwa 1226 Reichsfürstinnen des Heiligen Römischen Reiches.
Die Aufstellung folgt der vom Essener Domkapitular Alfred Pothmann 1987 aufgestellten Liste. Aufgrund der dürftigen Quellenlage ist die Reihenfolge der Äbtissinnen zwischen 906 und 973 unsicher, nach Ansicht einiger Forscher (wie etwa Torsten Fremer), der diese Frage in der Einführung seiner Dissertation über Äbtissin Theophanu anreißt, amtierte Agana Anfang des 10. Jahrhunderts. Dem schließt sich die Forschung inzwischen zunehmend an.

## Äbtissinnen
|  | Name (Lebensdaten)                       | Abbatiat                     | Sterbetag      | Anmerkungen |
|  | ---------------------------------------- | ---------------------------- | -------------- | --- |
|  | Gerswith I. unbekannt                    | ab Stiftsgründung bis ??     | 30. Dezember   | Gerswith I. soll Schwester des Stiftsgründers Altfrid gewesen sein. Ihr Grabgedicht ist überliefert. Das Grab soll in der Essener St. Quintinskapelle gewesen sein. |
|  | Gerswith II. unbekannt                   | unbekannt                    | 23. Oktober    | Mit Gerswith II. starb vermutlich die Sippe Bischofs Altfrids aus. |
|  | Adalwi unbekannt                         | unbekannt bis vermutlich 895 | 22. September  | Adalwi wurde in das Gebetsgedenken der Liudolfinger aufgenommen. |
|  | Wicburg unbekannt                        | 895 (?) bis 906              | 17. August     | Wicburg empfing Pfingsten 898 eine Schenkung des Königs Zwentibold, älteste erhaltene Urkunde des Stifts Essen, und wurde in das Gebetsgedenken der Liudolfinger aufgenommen. |
|  | Mathilde unbekannt                       | 906 (?) bis 910 (?)          | 7. Januar      | Soll in der Essener Münsterkirche begraben sein. |
|  | Hathwig unbekannt                        | 910 (?) bis 951 (?)          | 18. Juli       | Unter Hathwig brannte 946 das Stift nieder, was Quellen bestätigen. Nach dem überlieferten Grabgedicht amtierte sie 48 Jahre. |
|  | Agana unbekannt                          | 951 (?) bis 965 (?)          | 17. November   | Unter ihrer Herrschaft soll die erste Krypta des Essener Münsters gebaut worden sein, sie soll dort auch begraben worden sein. |
|  | Ida unbekannt                            | 965 (?) bis 971 (?)          | 16. Juli       | Stiftete ein Kreuz, von dem eine Inschriftenplatte im Essener Domschatz erhalten ist. Namensgeberin der Idasäule in der Münsterkirche. |
|  | Mathilde 949 bis 5. November 1011        | 971 (?) bis 1011             | 5. November    | Enkelin Kaiser Ottos des Großen. Ließ das Westwerk des Essener Münsters bauen, stiftete den Marsusschrein, das Otto-Mathilden-Kreuz, den Siebenarmigen Leuchter und das Kreuz mit den großen Senkschmelzen. Unter ihr kam die Goldene Madonna nach Essen. Soll das Stift Rellinghausen gegründet haben. |
|  | Sophia 975 bis 30. Januar 1039           | 1011 bis 1039 (?)            | 30. Januar     | Tochter Kaiser Ottos II., war auch Äbtissin im Stift Gandersheim. Dass sie, wie die ältere Essener Forschung ihr vorwarf, ihr Abbatiat in Essen vernachlässigte, wird von der neueren Forschung hinterfragt.                                                                                            |
|  | Theophanu 997 bis 5. März 1058           | 1039 bis 1058                | 5. März        | Enkelin Kaiser Ottos II. Ließ den Ostteil des Essener Münsters mit der noch heute vorhandenen Krypta bauen, stiftete das Theophanu-Evangeliar, das Theophanu-Kreuz und das Kreuznagelreliquiar des Essener Domschatzes, sowie das jüngere Mathildenkreuz.                                               |
|  | Suanhild unbekannt bis 30. Juli 1085 (?) | 1058 (?) bis 1085 (?)        | 30. Juli       | Erbauerin der Stiftskirche Stoppenberg, stiftete ein Prunkevangeliar und vermutlich auch ein Armreliquiar. |
|  | Lutgardis unbekannt                      | 1085 bis 1118                |                | |
|  | Oda (von Calw) unbekannt                 | 1118 (?) bis 1137 (?)        | 31. August (?) | |
|  | Ermentrudis unbekannt                    | 1137 (?) bis 1154 (?)        | 25. April (?)  | Ließ die Vorhalle am südlichen Querschiff errichten, in deren Obergeschoss sich die Schatzkammer befindet |
|  | Hadwig von Wied unbekannt                | 1154 (?) bis 1172            | 4. Juli (?)    | Hadwig, Schwester des Kölner Erzbischofs Arnold II. von Wied, war auch Äbtissin im Stift Gerresheim und gründete das Kloster Schwarzrheindorf |
|  | Elisabeth I. unbekannt                   | 1172 (?) bis vor 1216        | 14. April (?)  | War auch Äbtissin der Stifte von St. Maria im Kapitol und Vreden |

## Fürstäbtissinnen
Im Jahr 1228 wird die Äbtissin des Stifts erstmals in einer Urkunde als Fürstin bezeichnet. Bis zur Aufhebung des Stifts waren die Äbtissinnen Reichsfürstinnen des Heiligen Römischen Reiches.
|  | Name (Lebensdaten)                                                                          | Abstammung                                     | Abbatiat                                  | Anmerkungen |
|  | ------------------------------------------------------------------------------------------- | ---------------------------------------------- | ----------------------------------------- | --- |
|  | Adelheid unbekannt bis um 23. April 1237                                                    | unbekannt                                      | 1216 (?) bis 1237 (?)                     | wurde in der Münsterkirche begraben |
|  | Elisabeth II. unbekannt bis um 23. September 1241                                           | unbekannt                                      | um 1237 (?) bis um 23. September 1241 (?) | war auch Äbtissin der Stifte von St. Maria im Kapitol und Vreden |
|  | Berta von Arnsberg unbekannt bis 8. Januar 1292                                             | Grafen von Arnsberg                            | vor 1243 bis 1292                         | Unter Berta begann der Wiederaufbau der Essener Stiftskirche, die 1275 abgebrannt war, in ihrer heutigen Gestalt. Durch Übertragung der Vogtei auf König Rudolf von Habsburg schützte sie das Stift vor den expansiven Gelüsten des Kölner Erzbischofs. |
|  | Beatrix von Holte um 1250 bis 4. Dezember 1327                                              | Edle von Holte                                 | 1292 bis 1327                             | vollendete den Wiederaufbau der Stiftkirche und stiftete ein Armreliquiar für den Kirchenschatz. Förderte die Ansiedlung von Beginen in Essen. |
|  | Kunigunde von Berg unbekannt bis 21. November 1355                                          | Grafen von Limburg                             | 1327 bis 1337 (resignierte)               | Kunigunde war auch Äbtissin von Gerresheim. Begraben im Essener Münster. |
|  | Katharina von der Mark unbekannt bis 27. September 1360                                     | Grafen von der Mark                            | 1337 bis 1360                             | Schwester des Grafen und Stiftsvogtes Adolf II. von der Mark |
|  | Irmgard von Broich unbekannt bis 28. Februar 1370                                           | Haus Broich                                    | 1360 bis 1370                             | |
|  | Elisabeth von Nassau † 30. Dezember 1412                                                    | Haus Nassau-Hadamar                            | 1370 bis 1412 (resignierte)               | Begraben in der Essener Münsterkirche |
|  | Margarete von der Mark-Arensberg unbekannt bis 12. Oktober 1429                             | Haus Arenberg                                  | 1412 bis 1426 (resignierte)               | Begraben in der Kreuzbrüderkirche in Köln |
|  | Elisabeth Stecke van Beeck unbekannt bis 5. Mai 1445                                        | ritterlicher Abstammung                        | 1426 bis 1445                             | Setzte sich im zweiten Essener Äbtissinnenstreit gegen Margarete von Limburg-Broich durch. Begraben in der Essener Münsterkirche |
|  | Sophia von Daun-Oberstein unbekannt                                                         | Herren von Daun-Oberstein                      | 1445 bis 1447                             | |
|  | Elisabeth von Saffenberg unbekannt bis 28. August 1459                                      | Grafen von Virneburg (?)                       | 1447 bis 1459                             | |
|  | Sophia von Gleichen unbekannt bis 5. August 1489                                            | Grafen von Gleichen                            | 1459 bis 1489 (resignierte)               | Sophia ließ die Pfarrkirche St. Johann Baptist erneuern. Ihr Bruder Konrad von Gleichen war Abt des benachbarten Klosters Werden. |
|  | Meyna von Daun-Oberstein unbekannt bis 1525                                                 | Herren von Daun-Oberstein                      | 1489 bis 1521 (resignierte)               | Ihre Nachfolgerin wurde erst 1525 gewählt. |
|  | Margareta von Beichlingen unbekannt bis 11. Dezember 1534                                   | Grafen von Beichlingen                         | 1525 bis 1534                             | Auch Äbtissin in Vreden. Gab die Altarbilder von Bartholomäus Bruyn dem Älteren in Auftrag. |
|  | Sibylle von Montfort-Rothenfels unbekannt bis 10. März 1551                                 | Grafen von Montfort                            | 1534 bis 1551                             | |
|  | Katharina von Tecklenburg 31. Dezember 1517 bis 9. März 1560                                | Grafen von Tecklenburg                         | 1551 bis 1560                             | Schwester von Konrad von Tecklenburg-Schwerin, der in seinem Land die Reformation einführte. |
|  | Maria von Spiegelberg unbekannt bis 13. September 1561                                      | Grafen von Spiegelberg (?)                     | 1560 bis 1561                             | |
|  | Irmgard von Diepholz unbekannt bis 28. Juni 1575                                            | Grafen von Diepholz (?)                        | 1561 bis 1575                             | |
|  | Elisabeth von Manderscheid-Blankenheim 3. April 1544 bis 3. September 1586                  | Grafen von Manderscheid-Blankenheim            | 1575 bis 1578 (resignierte)               | Schwester von Hermann von Manderscheid-Blankenheim und dem Straßburger Bischof Johann IV. von Manderscheid-Blankenheim. Heiratete am 18. Dezember 1578 Wirich VI. von Daun-Falkenstein.                                                                 |
|  | Elisabeth von Sayn unbekannt bis 5. März 1588                                               | Grafen von Sayn                                | 1578 bis 1588                             | zugleich Äbtissin von Nottuln |
|  | Elisabeth von Manderscheid-Blankenheim unbekannt bis 2. Mai 1598                            | Grafen von Manderscheid-Blankenheim            | 1588 bis 1598                             | Begraben in St. Dionysius Essen-Borbeck |
|  | Margarete Elisabeth von Manderscheid-Blankenheim-Gerolstein unbekannt bis 28. November 1604 | Grafen von Manderscheid-Blankenheim-Gerolstein | 1598 bis 1604                             | Äbtissin von Gerresheim, Schwarzrheindorf und Freckenhorst. Begraben in der Eusebiuskerk, Arnheim |
|  | Elisabeth von Bergh-s’Heerenberg 1581 bis 12. Januar 1614                                   | Herren von Bergh                               | 1605 bis 1614                             | Äbtissin in Freckenhorst und Nottuln. Grab im Seitenschiff des Essener Münsters |
|  | Maria Clara von Spaur, Pflaum und Vallier um 1590 bis 14. Dezember 1644                     | Freiherren von Spaur, Pflaum und Vallier       | 1614 bis 1644                             | Äbtissin in Nottuln und Metelen. Flüchtete aufgrund des Dreißigjährigen Krieges mit dem Domschatz nach Köln, wo sie verstarb. |
|  | Anna Eleonore von Staufen um 1580 bis 23. April 1646                                        | Gräfin von Staufen                             | 1645 bis 1646                             | Äbtissin von Thorn (Limburg) |
|  | Anna Salome von Salm-Reifferscheidt 4. Oktober 1622 bis 15. Oktober 1688                    | Haus Salm                                      | 1646 bis 1688                             | Siedelte 1652 Augustiner-Chorfrauen B.M.V. in Essen an, die von diesen gegründete Schule existiert noch heute. |
|  | Anna Salome von Manderscheid-Blankenheim 12. Dezember 1628 bis 15. März 1691                | Grafen von Manderscheid-Blankenheim            | 1688 bis 1691                             | Äbtissin von Thorn (Limburg) |
|  | Bernhardine Sophia von Ostfriesland und Rietberg 1654 bis 14. August 1726                   | Grafen von Ostfriesland und Rietberg           | 1691 bis 1726                             | Grab in der Kapelle von Schloss Styrum |
|  | Franziska Christine von Pfalz-Sulzbach 16. Mai 1696 bis 16. Juli 1776                       | Wittelsbacher                                  | 1726 bis 1776                             | Äbtissin von Thorn (Limburg). Gründete das Waisenhaus in Steele |
|  | Maria Kunigunde von Sachsen 10. November 1740 bis 8. April 1826                             | Wettiner                                       | 1776 bis 1802 (Aufhebung des Stifts)      | Äbtissin von Thorn (Limburg). Regierte ihr Fürstentum aus der Ferne. |